# Lorenz Schindelholz
Lorenz Schindelholz (n. 23 iulie 1966, Herbetswil⁠(d), Cantonul Solothurn, Elveția) este un bober ce a reprezentat Elveția, medaliat olimpic. A participat la o ediție a Jocurilor Olimpice (1992) în care a câștigat o medalie de bronz.

## Participări
Lista de mai jos prezintă principalele competiții la care a participat Lorenz Schindelholz de-a lungul carierei.
- bobsleigh aux Jeux olympiques de 1992[*]